# Melieria theodori
Melieria theodori är en tvåvingeart som beskrevs av Kameneva 2000. Melieria theodori ingår i släktet Melieria och familjen fläckflugor. Inga underarter finns listade i Catalogue of Life.